# Pavocosa feisica
Pavocosa feisica är en spindelart som först beskrevs av Embrik Strand 1915.  Pavocosa feisica ingår i släktet Pavocosa och familjen vargspindlar. Inga underarter finns listade i Catalogue of Life.